# Romeo Beckham
Pour les articles homonymes, voir Beckham.
Romeo James Beckham,,, né le 1er septembre 2002 à Wesminster, à Londres, est un ex-footballeur et actuel mannequin. Il est le deuxième fils de l'ancien footballeur anglais David Beckham et de la chanteuse Victoria Beckham.

## Biographie

### Famille
Romeo Beckham est le deuxième fils du footballeur international David Beckham et de la chanteuse Victoria Beckham, il a deux frères Brooklyn et Cruz, ainsi qu'une sœur Harper,,.

### Carrière dans le football

#### Formation
En 2014, Romeo Beckham et ses frères rejoignent le centre de formation d'Arsenal. Mais Romeo est libéré lorsque son frère aîné, Brooklyn, ne décroche pas de bourse pour poursuivre sa formation, et décide de cesser la pratique du football compétitif. Il se tourne alors vers le tennis et s'entraîne avec Andy Murray,.
Il annonce cependant vouloir retrouver les terrains et se relancer dans le football en 2020 alors que son père remplace le court de tennis de la maison par un terrain de football.

#### Premiers pas professionnels
En février 2021, Romeo Beckham rejoint l'académie de l'Inter Miami CF, franchise de MLS,. En septembre de la même année, alors qu'il vient de fêter ses dix-neuf ans, il s'engage en faveur du Fort Lauderdale CF, l'équipe réserve en USL League One de l'Inter Miami CF. Quelques jours plus tard, le 19 septembre 2021, Beckham fait ses débuts professionnels en championnat lors d'une rencontre face au Tormenta de South Georgia où il est titulaire (2-2),.
En 2022, Beckham est auteur d'une saison aboutie et marquée par dix passes décisives et deux buts en vingt rencontres de MLS Next Pro. Il s'illustre d'ailleurs dès le mois d'avril en délivrant trois de ces passes décisives au cours d'une rencontre face au Union II de Philadelphie.
Les succès qu'il connait aux États-Unis l'amènent à s'entraîner avec le Brentford FC à l'automne 2022 avant de signer un contrat pour jouer avec l'équipe réserve, en prêt de l'Inter Miami II,. Au cours de ce prêt dans son pays natal, il contribue au succès de son équipe qui remporte la Premier League Cup (en), une coupe réservée aux formations de moins de 21 ans. Le 17 juin 2023, il est finalement transféré définitivement à l'équipe réserve du Brentford FC. Le 6 septembre 2024, il décide d’interrompre sa carrière de footballeur afin de se consacrer au mannequinat.

#### Statistiques
| Saison                | Club                  | Championnat           | Championnat | Championnat | Championnat | Coupe(s) nationale(s) | Coupe(s) nationale(s) | Coupe(s) nationale(s) | Séries | Séries | Séries | Total | Total | Total |
| Saison                | Club                  | Division              | M.          | B.          | P.d.        | M.                    | B.                    | P.d.                  | M.     | B.     | P.d.   | M.    | B.    | P.d.  |
| 2021                  | Fort Lauderdale CF    | USL1                  | 6           | 0           | 0           | -                     | -                     | -                     | -      | -      | -      | 6     | 0     | 0     |
| 2022                  | Inter Miami II        | MLSNP                 | 20          | 2           | 10          | -                     | -                     | -                     | -      | -      | -      | 20    | 2     | 10    |
| Total sur la carrière | Total sur la carrière | Total sur la carrière | 26          | 2           | 10          | 0                     | 0                     | 0                     | 0      | 0      | 0      | 26    | 2     | 10    |

### Carrière dans le mannequinat
Romeo commence sa carrière en mannequin à douze ans avec Burberry,,,,.